# Killigrew Monument

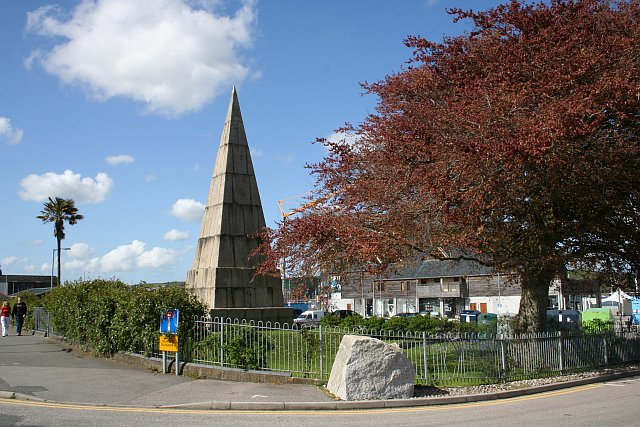
Killigrew Monument

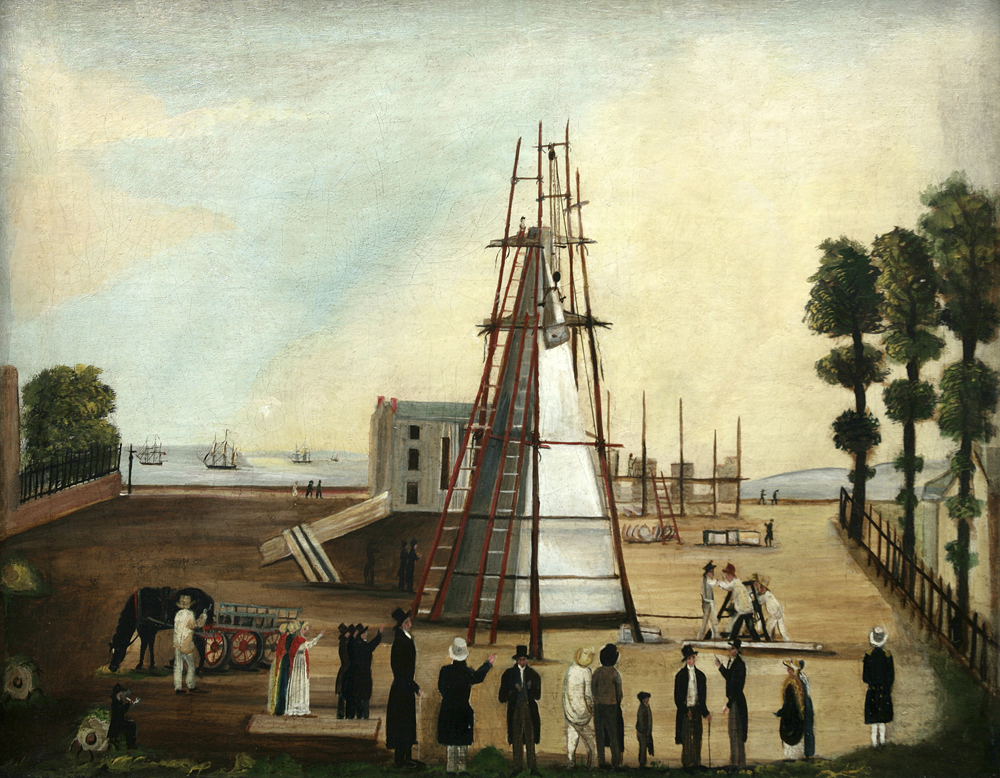
Zeitgenössische Darstellung vom Abbau des Monuments in den 1830er Jahren

Das Killigrew Monument ist ein Denkmal in der Hafenstadt Falmouth, an der Südküste der Grafschaft Cornwall in England. Das Denkmal in Pyramidenform wurde im Jahr 1738 aus Granitsteinen errichtet und ist 44 Fuß hoch. Der Sockel hat eine Kantenlänge von 14 Fuß. Martin Lister Killigrew (1666–1743) hinterließ die Anweisungen für seinen Bau und wünschte keine Inschrift. Die Kosten betrugen 466 £, 15 s und 6 d. Im Jahr 1836 und erneut 1871 wurde das Monument versetzt.